# ビーチング・アックス
ビーチング・アックス（英語: Beeching Axe、ビーチングの斧）は、1960年代にイギリス国鉄の収支改善を目的としたイギリス政府の取り組みに対する非公式の名称である。ビーチングという名は当時のイギリス国鉄総裁で報告書「イギリス国鉄の再建」 (The Reshaping of British Railways) の主著者であったリチャード・ビーチングに由来している。この報告書では貨物輸送の新形態や幹線旅客輸送の近代化も提案されているが、輸送量の少ない不採算路線の機械的な廃止と、残る存続路線においても各駅停車と小駅の廃止を提言したことで知られる。
この報告書は、道路輸送の拡大で1950年代から鉄道輸送に大きな損失が発生し始めたことへの対策であった。1955年の鉄道近代化計画の実施後も根本的には改善せず、イギリス国鉄を悩ませ続けていた。ビーチングは、大胆な措置が将来の損失拡大から鉄道を救う唯一の方策であると提案していた。
しかし、政府は報告書のうち投資よりも費用削減に多くの興味を示した。報告後10年間に4,000 マイル（6,400 キロメートル）を超える路線と3,000を超える駅が廃止され、鉄道網の路線長の25%と駅の50%が削減された。今日に至るまで、イギリスにおける鉄道ファンの団体や年配者、特に廃線に影響された地方の人々には、ビーチングの名は鉄道の大規模廃止や各駅停車の減便の代名詞となっている。

## 廃線の背景
ビーチング博士は鉄道の廃止とよく関連付けられているが、1960年代以前の時点に既に数多くの路線が廃止されていた。
19世紀の鉄道狂時代を中心に急成長したイギリスの鉄道網は、第一次世界大戦直前の1913年の時点で最長の23,440 マイル（37,504 キロメートル）到達した。大戦後はバスや自動車、航空機など他の交通手段との競争に直面し始め、高頻度運転のバスや路面電車との競争に敗れた郊外の短距離路線が1920年代から1930年代にかけて小規模に廃止された。例としては1934年に旅客輸送を廃止したバーミンガムのハーボーン鉄道がある。1923年の鉄道会社4大グループ再編後は、競合複数社の並行する重複路線を中心に廃止され、1923年から1939年までの間に大部分にあたる合計1,264 マイル（2,022km）の路線で旅客輸送を廃止した。
第二次世界大戦の勃発で鉄道は戦争の遂行に不可欠となり、輸送量は増加し小康状態を得た。戦争中に保守や新規の投資が抑制されたため、鉄道はかなり疲弊した状態にあった。イギリスの鉄道網は1948年に国有化された。
1950年代初期には鉄道の廃止が再開された。イギリス運輸委員会は1949年に、利用の少ない支線を廃止する権限を持った「支線委員会」 (Branch Lines Committee) を設置した。利用の少ない複数の小規模路線はこの時期に廃止された。しかしながら、1959年に廃止されたイースト・アングリアのミッドランド・アンド・グレート・ノーザン・ジョイント鉄道のように国土を横断する亜幹線の中にも廃止例があった。1948年から1962年までの間に合計3,318 マイル（5,309 キロメートル）の鉄道が廃止された。
この時期には、鉄道開発協会 (Railway Development Association) が主導する廃止反対運動が起こり始めた。著名な参加者としては詩人のジョン・ベチェマンがいる。

## ビーチング報告書
1950年代初期、経済回復と燃料の配給制度の終了で、自動車が一般にも普及しトラックによる貨物輸送の拡大から、戦前と同様に、再び鉄道との競合が再開された。鉄道はこの状況に適応しようと苦闘した。周辺国に遅れを取ったイギリスの鉄道はこれを取り戻すべく、イギリス運輸委員会は1955年に近代化計画を発表し、蒸気機関車からディーゼル機関車や電気機関車への置き換えを提案した。この計画では12億4000万ポンド以上を投じて、旅客貨物の鉄道輸送の復権と、1962年までの黒字回復を見込んでいた。近代化計画の多くは承認された。
鉄道の輸送量は1950年代にはほぼ安定していたが、人件費の大幅増加も相まって収支は着実に悪化していった。旅客・貨物運賃は、インフレを抑制し、また有権者の歓心を買うために、政府により繰り返し値上げが凍結された。
結果として1955年までに収入は運営費をもはやカバーできなくなり、状況は着実に悪化していった。近代化資金は借入に頼り多くが浪費され、1960年代初期には鉄道は財務危機に陥った。営業損失は1960年には6800万ポンド、1961年には8700万ポンド、1962年には1億400万ポンドに達し、これは2005年の価値に換算すると10億ポンドに相当する。イギリス運輸委員会はもはや借入金に対する利子の支払いも不能になり、財務問題の悪化に拍車をかけた。政府は耐え切れなくなって根本的な解決策を模索し始めた。
1960年代初期の時代の雰囲気に同調して、保守党のハロルド・マクミラン政権の運輸大臣は、道路建設会社の社長であるアーネスト・マープルズ (Ernest Marples) であった。在任中は利益相反を回避するために彼の所有する株の3分の2は妻に譲渡されていた。マープルズは、交通の未来は道路にあり、鉄道はヴィクトリア朝の遺物であると考えていた。
議長のイヴァン・スティードフォード (Ivan Stedeford) にちなむスティードフォード委員会という名称で知られる諮問委員会が、イギリスの交通の状況について報告し助言を行うために設立された。この委員会には、当時インペリアル・ケミカル・インダストリーズの技術担当重役であったリチャード・ビーチングも参加していた。ビーチングは後の1963年に新設されたイギリス国鉄委員会の議長に指名された。スティードフォードとビーチングは、ビーチングの鉄道網を切り詰めるという提案について対立した。議会での質疑に関わらず、スティードフォードの報告は出版されず、ビーチング計画として知られることになる鉄道網の将来に関する提案が政府に採用され、鉄道網の3分の1を廃止し100万両に及ぶ貨車の3分の1を廃車することになった。
ビーチングは鉄道に公共性よりも営利性を求め、不採算の赤字地方路線の廃線で残る黒字路線による収支改善を見込んでいた。

### ビーチング第1段階

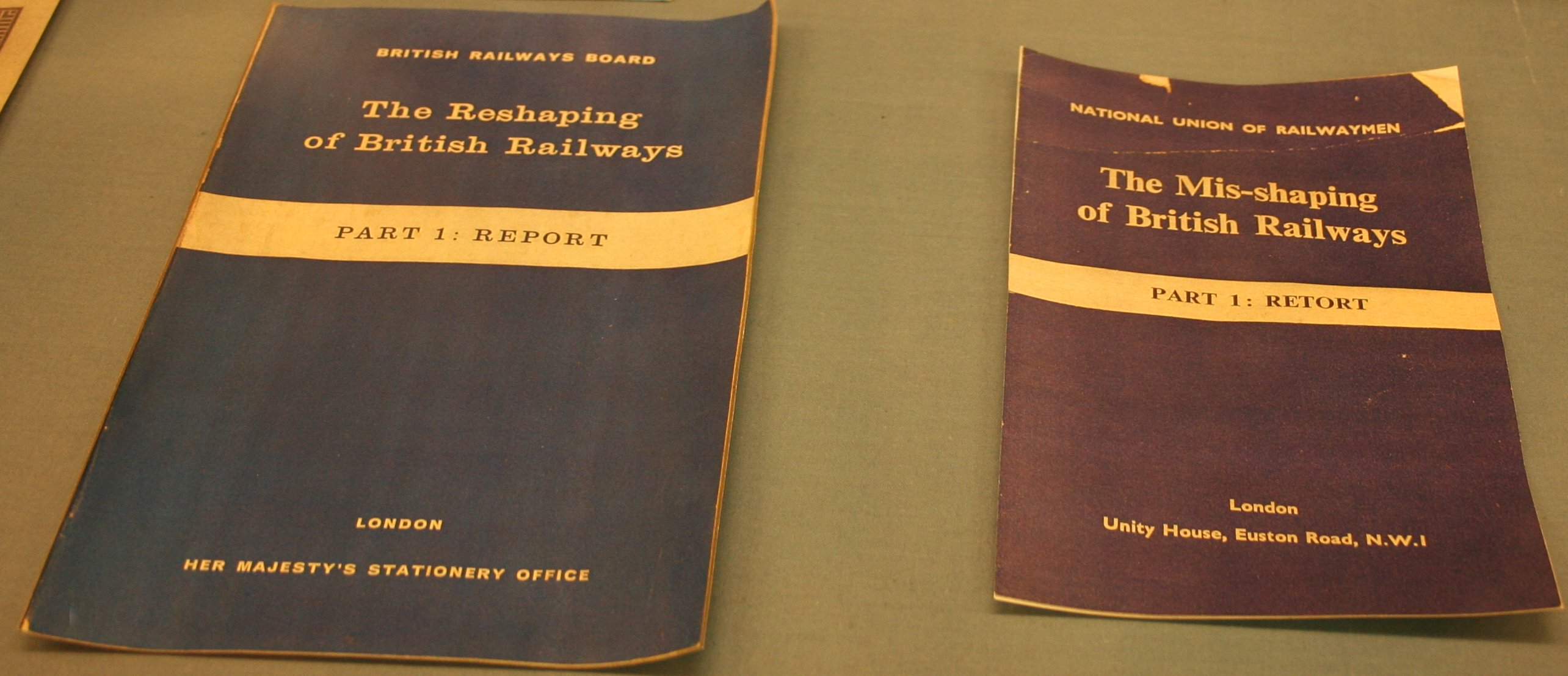
「イギリス国鉄の再建」の報告書と、全国鉄道員組合の反論書

当時のイギリス国鉄議長のビーチングは、全鉄道路線の交通流動に関する検討を開始した。この検討は復活祭の2週間後、1962年4月23日の週に行われ、鉄道網の総合計距離の3割は全旅客・貨物の1パーセントしか輸送しておらず、また全体の半分の駅は収入の2%しか生み出していないと結論づけた。
1963年3月27日の報告書「イギリス国鉄の再建」(The Reshaping of British Railways) またはビーチング第1報告は、イギリスの18,000 マイル（29,000 キロメートル）に及ぶ鉄道のうち、主に地方の支線や国土横断線について6,000 マイル（9,700 キロメートル）の廃止を提案した。さらに、他の多くの鉄道路線も貨物専用とされ、存続する路線でも多くの利用の少ない駅については閉鎖されるべきとした。この報告は政府に受け入れられた。
当時、この議論を呼ぶ報告をマスメディアはビーチングの爆弾 (Beeching Bombshell) やビーチングの斧 (Beeching Axe) と称した。鉄道の廃止で公共交通機関を失う地方部などの地域からは抗議が寄せられた。政府は、輸送はバスでより安く代替可能で、廃止された鉄道の代わりにバスを運行すると約束した。
報告書の重要な部分として、イギリスの鉄道は主要幹線を電化すべきで、また時代遅れで不経済な車扱貨物輸送の代わりにコンテナ輸送の採用を提案していた。この中には、フレートライナーの開設やウェスト・コースト本線のクルー (Crewe) からグラスゴーまでの1974年の電化延伸のように、結果的に採用されたものもあった。さらに職員の勤務条件は次第に改善された。

#### 年ごとの廃止路線

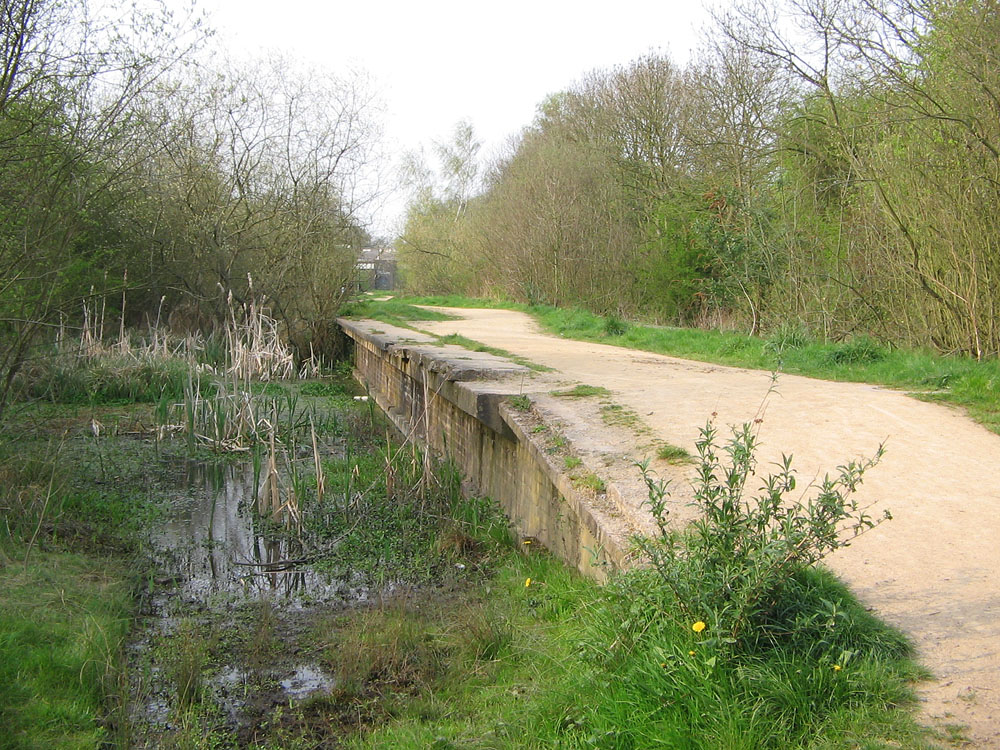
かつてのグレート・セントラル鉄道 (Great Central Railway) のラグビー・セントラル駅 (Rugby Central railway station) の跡、ビーチング・アックスにより廃止された多くの駅や路線の1つ

イギリス国鉄には1950年の時点で総延長約21,000 マイル（33,800 キロメートル）と約6,000駅があったが、1975年には延長12,000 マイル（19,300 キロメートル）と2,000駅にまで縮小した。それ以降はおおむね同じ規模を保っている。
不採算路線の廃止は、20世紀を通じて進められた。1950年代にはイギリス国鉄の支線委員会が大きな反対の見込まれない重複路線を廃止し、国有化からビーチング報告の発表までの間に、およそ3,000 マイル（4,800 キロメートル）の路線が既に廃止されていた。しかし、報告の発表後、廃止は顕著に加速した。
| 年                 | 廃止路線長             |
| ------------------ | ---------------------- |
| 1950年             | 150マイル (240 km)     |
| 1951年             | 275マイル (443 km)     |
| 1952年             | 300マイル (480 km)     |
| 1953年             | 275マイル (443 km)     |
| 1954年から1957年   | 500マイル (800 km)     |
| 1958年             | 150マイル (240 km)     |
| 1959年             | 350マイル (560 km)     |
| 1960年             | 175マイル (282 km)     |
| 1961年             | 150マイル (240 km)     |
| 1962年             | 780マイル (1,260 km)   |
| ビーチング報告発表 |                        |
| 1963年             | 324マイル (521 km)     |
| 1964年             | 1,058マイル (1,703 km) |
| 1965年             | 600マイル (970 km)     |
| 1966年             | 750マイル (1,210 km)   |
| 1967年             | 300マイル (480 km)     |
| 1968年             | 400マイル (640 km)     |
| 1969年             | 250マイル (400 km)     |
| 1970年             | 275マイル (443 km)     |
| 1971年             | 23マイル (37 km)       |
| 1972年             | 50マイル (80 km)       |
| 1973年             | 35マイル (56 km)       |
| 1974年             | 0 マイル (0 km)        |

#### 存続した路線
対象線区の全てが廃止されたわけではなく、多くの路線が政治的な理由から存続した。例としてスコットランドのハイランド地方を通るファー・ノース線やウェスト・ハイランド線などは、ハイランド地方の強力なロビーの圧力が存続理由の1つとなった。ハート・オブ・ウェールズ線は多数の与野党が伯仲する選挙区を通り、廃止実行の勇気が誰にもなく存続したといわれている。
これに加えて、コーンウォールのタマー・ヴァレー線など、並行道路の未整備を理由に存続した路線もある。
ビーチングの斧と別の理由で後年廃止された路線もある。マンチェスターとシェフィールドを結ぶウッドヘッド線は、依存していた貨物輸送の衰退により1981年に廃止された。

### ビーチング第2段階

ビーチング第2段階が実施されていた場合のイギリス国鉄の路線図、太線の線区を残して全廃予定であった

1964年、ビーチング博士は2番目のあまり知られていない報告、最初の報告書よりさらに踏み込んだ「主要幹線ルートの開発」(The Development of the Major Railway Trunk Routes) 、あるいはビーチング第2報告書と呼ばれる報告書を発表した。報告書では、大規模な投資を続行する価値があると考えられる路線を選定した。
この報告では、都市間ルートや都市近郊の重要な通勤路線以外の路線を全廃すべきとしていた。右の地図はこの報告が実行された場合の結果を示しており、鉄道網は7,000 マイル（11,260 キロメートル）に削減され、イギリスには骸骨のような路線網しか残らないことになる。国土のうちのある部分、ウェールズの大半、北部スコットランド、ヨークシャー、イースト・アングリア、南西イングランドにはほとんど鉄道が残らないことになった。

#### 大規模投資対象外とされた主要路線
- イースト・コースト本線：ニューカッスル以北
- ノース・ウェールズ・コースト線：チェスター - ホーリーヘッド間
- ウェスト・ウェールズ線（英語版）
- セトル - カーライル線（英語版）
- カンブリアン・コースト線（英語版）
- ウェスト・オブ・イングランド本線（英語版）：レディング - トーントン (Taunton)間
- コーニッシュ本線（英語版）：プリマス以西
- グレート・イースタン本線以外のイースト・アングリアの全ての路線
- パース、ダンディー、アバディーン以北およびウェスト・コースト本線以西のスコットランドの全ての路線

この報告は行きすぎとみなされ、労働党政権によって却下された。ビーチング博士は1965年に辞任した。路線の廃止に責任があるのは政治家であるにもかかわらず、ビーチング博士の名前は路線廃止の代名詞となった。

## 政策の変化
1964年に政権を獲得した労働党のハロルド・ウィルソンは、鉄道廃止の中止を政権公約に掲げていた。しかし、労働党は政権に就くとすぐにこの公約を撤回して、1960年代末以前の前政権時代よりさらに速いペースで廃止は続行された。
1965年、バーバラ・キャッスル (Barbara Castle) が運輸大臣に指名された。彼女は将来予測で少なくとも11,000 マイル（17,700 キロメートル）の路線が必要と決定し、鉄道網はこの規模で安定すべきとした。
1960年代末に向けて、鉄道の廃線は、当初期待していた支出削減や鉄道網の収支欠損の改善の効果は薄く、今後も見込めないことが一層明白になってきた。キャッスルはまた、その収支を償うことはできないが社会的に価値のある役割を果たす路線については、政府が補助すべきであると規定した。しかしながら、これを可能にする規定が1968年交通法（Transport Act 1968、第39章に3年間の補助金支給条項がある）に盛り込まれた時点で、この補助金の支給を受けたであろう多くの路線が既に廃止・撤去されており、この規定の効果を薄れさせた。結果的にはこの規定により多くの支線が廃止を免れた。

## 概観
鉄道路線廃止による支出削減と収支改善は失敗に終わった。鉄道網のほぼ3分の1が廃止され約3000万ポンドの支出を削減したが、1億ポンドを超える総損失が続いていた。支線の廃止で機能していた幹線のフィーダー交通の機能が失われ、結果として幹線も含めて輸送量と収入が減少した。廃止支線の利用者は自宅から幹線の最寄駅で自動車を利用し列車に乗り換えると予測されたが、実際は自動車で最終目的地まで直行するようになった。貨物輸送も同様に貨物を戸口から戸口へ輸送する能力を大幅に失った。旅客の場合と同じくトラックが貨物を集めて最寄の駅まで運び、貨物列車で長距離を輸送し、再びトラックに積み替えられて目的地へ運ぶモデルが想定されていたが、高速道路網の発展とコンテナ化の進展、そして2箇所で貨物の積み替えを必要とすることによる純然たる経済コストの問題などにより、長距離の道路輸送は鉄道の代替手段として確立した。
廃止路線の多くは赤字額が大きくなく、例えばサンダーランド - ウェスト・ハートルプール (West Hartlepool) 間路線の運行費は1マイルあたりわずか291ポンドにすぎないなど、地方路線の廃止による全体の赤字解消額は僅かであった。皮肉にも利用の非常に多い通勤路線が最大の損失を出していたが、ビーチングも通勤路線の廃止は政治的・現実的にも大問題であるという点は承知していた。
報告書発表の時点で複数の支線で採用例のあった、軽便鉄道の発想は、ビーチングには無視された。実際のところビーチング報告では、運営費や勤務体制などの一般的な経済性にはほとんど触れていなかった。例えば、マンスフィールド線にある駅のように、廃止された駅の多くは1日18時間駅員が配置されており、1日中係員が配置されている複数の旧式の信号扱所で制御された路線を、ビーチングも指摘したように、新しい気動車よりずっと費用の掛かる蒸気機関車による列車が運行されていた。その後イギリス国鉄やその後継者は、ビーチングの斧で廃止を免れた利用の少ない路線、例えば基礎鉄道として存続したイプスウィッチからローストフト (Lowestoft) までの路線などでこの概念を適用して成功を収めている。
存続していれば後に重要幹線として活用されたであろうと見込まれた廃止路線もある。セトル・カーライル線は廃止の危機にあったが存続し、現在は客貨ともに史上最多の輸送量を記録している。2007年のCTRL開通までイギリスで最後に建設された幹線ルートであるグレート・セントラル本線は、当時提案段階にあった英仏海峡トンネルとイングランド北部を結ぶルートとなることが意図されていた。イギリスの一般的な車両限界よりも広いヨーロッパ大陸の車両限界を採用し、また現代の高速鉄道と同じく踏切がなくカーブや勾配を極力小さく抑えた規格で建設されていた。路線は建設から60年後の1966年から1969年まで段階的に廃止され、その28年後に英仏海峡トンネルが開通した。英仏海峡トンネルとCTRLの開業後、北部イングランドとトンネルを結ぶ高速鉄道が議論されているが、グレート・セントラル本線の多くの区間は既に跡形もなくなっている。

### バス代行の失敗
鉄道のバス転換政策も失敗に終わった。バス代行は多くが鉄道よりも遅く不便で、人々から大変不評であった。さらに、多くの代行バスは単に廃止された駅を結ぶのみで、駅から離れた集落を考慮せず、その多くがわずか数年間で利用客の伸び悩みを理由に廃止された。結果として国土の大部分に公共交通空白地域が発生することになった。

### ビーチングによる最終的な廃止
鉄道廃止後に自動車への依存が増えて、鉄道廃止による僅かな支出削減効果を渋滞と大気汚染による損失増大が上回り、鉄道廃止の効果の薄さが明確化し、世論も廃止への関心も薄れ、1970年代初期には廃止は終結した。1973年のオイルショックが、完全に石油に依存する道路交通にのみ頼ることの問題を浮き彫りにしたことで、大規模な鉄道の廃止は完全に終結した。
ビーチング・アックスによる最後の主要路線の廃止で、おそらくもっとも議論を呼んだものでもあるのが、1969年に廃止されたカーライル - ホーイック (Hawick) - エディンバラを結ぶ98 マイル（158 キロメートル）のウェイヴァリー・ルートの廃止である。なお、この路線は2015年にその北部区間がボーダーズ・レールウェイとして復活している。
1970年代初頭以降は僅かな例外を除き路線を廃止する提案は人々から強い反対にあって計画は棚上げされた。こうした反対は、1960年代半ばから後半にかけての多くの路線が廃止された経験に起因していた。今日、イギリスの鉄道は世界中のほとんど全ての鉄道網と同様に、赤字で運行されていて補助金を必要としている。

### 構造物の撤去と土地の処分
環境面で利点の効果に加え、廃止路線の沿線人口は過去40年間で増加傾向にあり、廃止路線の再開の機運も高まっている。1963年の時点で旅客数が減少し、当時は渋滞の少なかった道路で自動車利用の増加で不採算化した路線でも、現在でなら収益を見込めるものがあり、また渋滞と大気汚染の減少、既存路線の混雑緩和の効果が望まれ、政府からの補助金を投入してでも運行する価値のある路線もある。
しかし、ビーチングの斧で廃止された路線は廃線敷を処分する方針としており、橋・切り通し・築堤は撤去、存続路線の廃止路線用構造物も解体または売却されたため、路線の再開は困難なものとなっている。アメリカのレールバンクの枠組みと似た方式で将来の再使用に備えて廃止路線の線路敷きを保存せずに、土地を完全に処分する方針には大きな批判がある。さらに、収入を全く生まないのに維持が必要な多くの残存構造物があり、路線廃止後も削減できなかった支出となっている。

## サーペル報告
1980年代初頭、マーガレット・サッチャー政権下で、再びビーチング以来の廃止提案がなされた。1983年、ビーチング博士と共に働いていた公務員であるデービッド・サーペル (David Serpell) が、より多くの鉄道の廃止を提案したサーペル報告 (Serpell Report) として知られることになる報告書をまとめた。この報告書には、発電所に運ぶ石炭の輸送量が多いミッドランド本線の廃止や、その通過している地域のために政治的に受け入れられないグレート・セントラル線のバス転換、バーウィック・アポン・ツウィード (Berwick-upon-Tweed) からエジンバラまでのイースト・コースト本線の廃止など、重大な問題点の存在が示された。多方面から強烈な反対を受け、信用性を失い、この報告書はすぐに放棄された。

## 線路の合理化
あまり明白ではないビーチングによる廃止の1例として、かつて複線であった区間の単線化がある。かつては4つの路線の結節点で重要な鉄道の町であったが、グレート・セントラル鉄道の廃止以来1本のプラットホームがあるだけになっていたプリンセス・リスバラ (Princes Risborough) からビスター (Bicester) までの区間は単線化されたが、後にチルターン・レイルウェイズにより21世紀初頭に再度複線化された。単線化された路線としては他にインヴァネスからディングウォール (Dingwall) の区間があるが、この区間は今ではファー・ノース線のインヴァネスからサーソーやウィック (Wick) までの列車本数を増加させる上で大きな障害となっている。西イングランド本線はかつてロンドンから南西方面への急行ルートであったが、国土全体の観点からはグレート・ウェスタン本線の並行路線として単線化され、実質的に2次的な国土横断路線へ格下げされた。
単線化は問題を引き起こした。チェルトナムからスウィンドンまでのゴールデン・ヴァレー線や、オックスフォードからウスターまでのコッツウォルド線の輸送量は、再度の複線化が検討される水準まで増加した。1960年代に単線化されたコッツウォルド線では、今では当時の2倍の列車を運行しようとしている。これに加え、単線区間では対向列車の通過待ちをしなければならないために遅延が波及して、定時性が悪化している。そして、対向列車や追い抜き列車を待つ時間が加算されるために所要時間が長くなった。ロンドンからウスターまでの所要時間は以前よりかなり長い。

## 路線の再開
1960年代のビーチングによる鉄道廃止以来、道路の交通量は大幅に増え、地域によっては交通麻痺に近い状態になっている。これに加えて近年は鉄道旅客輸送量が記録的な水準に増加し、複数の廃止路線が復活している。
これに加えてかなりの数の廃止駅が再開され、また旅客輸送が廃止されていた路線でも再開されている。こうした例の多くは旅客輸送局が地域の旅客鉄道輸送を促進する役割をしている都市部にある。

### ロンドン
今では廃止されたグレーター・ロンドン・カウンシルによって行われた検討の後、ファリンドン駅の南のスノー・ヒルトンネル (Snow Hill tunnel) では1986年に旅客輸送が再開され、セント・パンクラス駅からのミッドランド本線と、かつてのサザン鉄道をロンドン・ブリッジ駅経由で連絡できるようになった。テムズリンクと名付けられたこの路線は、今ではロンドンの南北を結ぶ鉄道路線となり、ベドフォード (Bedford) からブライトンを連絡して、成功を収めている。その廃止はビーチングによるものではなかったが、この成功はビーチングの手法と反対に、鉄道を拡張することの可能性を示した。イーストロンドン線は、かつてブロード・ストリート駅 (Broad Street railway station) へ通じていた区間を再開しようとしている。

### 南部
ビーチングの斧と別の理由で1967年に廃止されたヴァーシティー線（→イースト・ウェスト・レール）の一部と、オックスフォード - ビスター線は、イギリス国鉄の部門であるネットワーク・サウスイースト (Network SouthEast) により1987年に再開された。バーシティー線の西側の区間の全線再開は2028年となる見込みである。チルターン本線 (Chiltern Main Line) のプリンセス・リスバラからアインホー・ジャンクション (Aynho Junction) までは1998年に再度複線化された。ハンプシャーのチャンドラーズ・フォード (Chandler's Ford) は、ビーチングの斧により1969年に廃止された駅を2003年に新しく開設した。ロンドン-エールズベリー線 (London to Aylesbury Line) は、かつてのグレート・セントラル本線に沿って北へ全く新しいエールズベリー・ベール・パークウェイ駅 (Aylesbury Vale Parkway railway station) まで延長されることになっており、2008年12月に開業する計画である。かつて貨物専用となったイーストリー (Eastleigh) からチャンドラーズ・フォードまでの路線は旅客輸送が再開された。

### イースト・ミッドランズ
注目すべき再開としては、ノッティンガムシャーのノッティンガムからマンスフィールド (Mansfield) を経由してワークソプ (Worksop) までのロビン・フッド線があり、1990年代初頭に再開した。かつてマンスフィールドはイギリスで鉄道がない最大の町であった。

### ウェスト・ミッドランズ
ウェスト・ミッドランズでは、従来のスノーヒル駅を置き換える新しいバーミンガム・スノーヒル駅が1987年に開業した。スノーヒル駅へ通じるバーミンガム市外の下を通るトンネルも、キッダーミンスター (Kidderminster) やウスターまでの路線と共に再開された。これによりロンドンのメリルボーン駅に発着するバーミンガムとロンドンを結ぶ新しいサービスも始まった。スノーヒルからウルヴァーハンプトンへのかつての路線はミッドランド・メトロの路線として再開した。コヴェントリー - ヌニートン線の旅客営業は1988年に再開された。ライトレールや都市鉄道として成功裏に多くの路線が再開されているにもかかわらず、このコンセプトは未だに多くの地方政府の一定しない評価により危機にさらされている。ウォルソールからヘンズフォード (Hednesford) の路線は1989年に旅客営業を再開し、1997年にルージリー (Rugeley) まで延長された。

### サウス・ウェールズ
ビーチングは南ウェールズを衰退しつつある工業地域とみなした。この結果、この地域は鉄道網のほとんどを失った。1983年からこの地域では鉄道が復権し、ランハラン駅 (Llanharan railway station) のように32の新駅が開設され、20 マイル（32 キロメートル）以内の4路線が再開された。アバーシノン (Abercynon) - アバーデラ (Aberdare)、バリー (Barry) - ブリッジェンド (Bridgend)、ブリッジェンド - マエステグ (Maesteg) とエブ・バレー線 (Ebbw Valley Line) である。

### スコットランド
スコットランドでは、1985年に再開されたエジンバラ - バスゲート線 (Bathgate) が、「路線を試験的に再開し、利用が定着した場合にのみ運行を継続する」というサッチャー政権の新政策の最初の成功例となった。計画では現在、バスゲートからドラムゲロッチ (Drumgelloch railway station) までの15 マイルの区間の再開に着手しており、これによりグラスゴーからエジンバラまでバスゲートを経由するルートが完全に再開されることになる。さらに近年、アーガイル線の4マイル（6.4 キロメートル）の支線を2005年12月に再開し、カーテルロー (Chatelherault railway station)、メリートン (Merryton railway station)、ラークホール (Larkhall railway station) などに1968年以来の鉄道が復活した。 (Stirling-Alloa-Kincardine rail link) スターリング - アロア - キンカーディンレールリンクは2008年5月19日に再開されて、旅客・貨物と共に40年ぶりに運行された。スコティッシュ・ボーダーズでは1969年のウェイヴァリー・ルートの廃止により鉄道駅が存在しなくなったが、2015年9月5日にこのうちのエディンバラ・ウェイヴァリー - ガラシールズ（英語版・街） - ツイードバンク（英語版・街）間56.8 kmがボーダーズ・レールウェイとして復活した。また2007年にはイースト・ファイフ・コースト線をリーブン (Leven) からセント・アンドルーズまで開通させる運動が始まっている。

### 保存鉄道

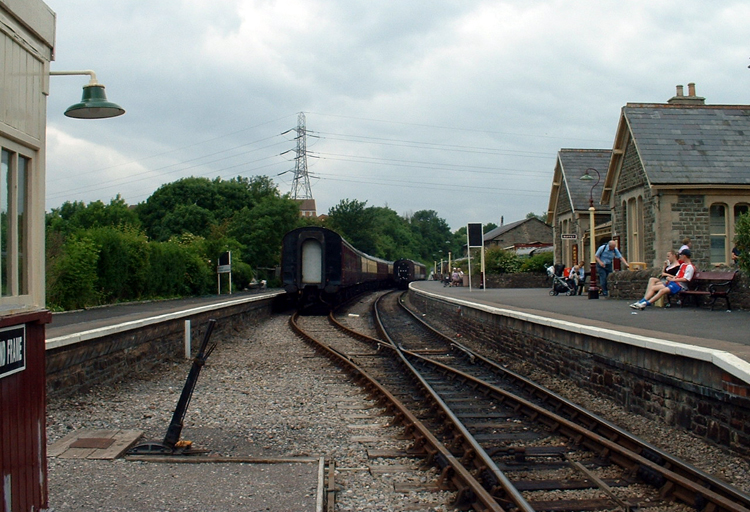
ミッドランド鉄道の一部であるマンゴッツフィールド駅 (Mangotsfield railway station) からバス・グリーン・パーク駅 (Bath Green Park railway station) までの区間はエイボン・バレー鉄道 (Avon Valley Railway) として再開業した

何本かの路線は保存鉄道として再開業した。